# Petteri Kantola
Petteri Kantola (* 25. Mai 1986) ist ein ehemaliger finnischer Skirennläufer.

## Karriere
Kantola feierte sein internationales Renndebüt am 15. Dezember 2001 in Ruka bei einem FIS-Slalom. Sein erstes internationales Großereignis bestritt er etwas mehr als drei Jahre später bei den Juniorenweltmeisterschaften 2004 in Maribor, wobei er mit Rang 25 im Slalom sein bestes Ergebnis erzielte. Bis zu diesem Zeitpunkt war Kantola hauptsächlich bei FIS-Rennen an den Start gegangen.
2006 wurde er Juniorenvizeweltmeister im Riesenslalom hinter Stefan Guay als auch finnischer Vizemeister im Riesenslalom. Am 12. November 2006 gab Kantola beim Slalom von Levi sein Weltcupdebüt, wobei er sich nicht für den zweiten Durchgang qualifizieren konnte. Dies sollte ihm auch bei seinen vier weiteren Weltcupstarts nicht gelingen.
Dennoch konnte sich Kantola aufgrund ansprechende Leistungen im Europacup für die Weltmeisterschaften in Åre qualifizieren. Dort erreichte er im Riesenslalom den 38. Platz.
Die größten Erfolge feierte Kantola auf nationaler Ebene. 2008 wurde er finnischer Meister im Slalom, dazu gewann er noch 5 Vizemeistertitel und eine Bronzemedaille.
Sein letztes internationales Rennen bestritt Kantola am 26. November 2009 in Levi, danach trat er nicht mehr als Rennläufer in Erscheinung.

## Erfolge

### Weltmeisterschaften
- Åre 2007: 38. Riesenslalom

### Juniorenweltmeisterschaften
- Maribor 2004: 25. Riesenslalom, 65. Super-G, 74. Abfahrt, DNF Slalom
- Bardonecchia 2005: 35. Riesenslalom, 44. Super-G, 64. Abfahrt, DNF Slalom
- Québec 2006: 2. Riesenslalom, 37. Super-G, DNF Slalom

### Europacup
- Eine Platzierung unter den besten 10

### Weitere Erfolge
- Finnischer Meister im Slalom (2008)
- Finnischer Vizemeister im Super-G (2007)
- Finnischer Vizemeister im Riesenslalom (2006)
- Finnischer Vizemeister im Slalom (2007, 2009)
- Finnischer Vizemeister in der Super Kombination (2009)
- Bronze bei den finnischen Meisterschaften im Riesenslalom (2007)
- 6 Siege bei FIS-Rennen